# خطر صيني
خِطْر صيني شجرة حرجية وتزينية من جنس الخطر. مهدها الصين. تعلو من ١٠ إلى ١٥ م. أوراقها مركبة مستطيلة، وريقاتها وترية إهليلجية، ازهرارها عثكولي هرمي منتصب. أزهارها جميلة وردية اللون عطرية الرائحة. أخشابها صناعية لونها إلى الأصفر الحنطي.